# 桑比爾區
桑比爾區（羅馬化：Sambirskyi raion）是烏克蘭利沃夫州的一个区，行政中心設於桑比爾，面積3247.1平方公里，2021年人口数量为225,925人。

## 历史
2020年7月18日乌克兰施行了行政区划改革，利沃夫州的区份数量减至7个，桑比爾區的面积扩展很多。舊桑比爾區和圖爾卡區以及原不属于本区的桑比爾市并入桑比爾區。改革前的桑比爾區面积为934平方公里，2020年人口数量为67,063人。

## 下轄市鎮
桑比爾區下轄11個市鎮，以下依市鎮人口由多到少排列：
- 桑比爾市鎮（烏克蘭語：Самбірська міська громада）
- 魯德基市鎮（烏克蘭語：Рудківська міська громада）
- 博里尼亞市鎮（烏克蘭語：Боринська селищна громада）
- 圖爾卡市鎮（烏克蘭語：Турківська міська громада）
- 舊桑比爾市鎮（烏克蘭語：Старосамбірська міська громада）
- 多布羅米爾市鎮（烏克蘭語：Добромильська міська громада）
- 比斯科維奇市鎮（烏克蘭語：Бісковицька сільська громада）
- 黑里夫市鎮（烏克蘭語：Хирівська міська громада）
- 斯特里爾基市鎮（烏克蘭語：Стрілківська сільська громада）
- 新卡利尼夫市鎮（烏克蘭語：Новокалинівська міська громада）
- 拉利夫卡市鎮（烏克蘭語：Ралівська сільська громада）